# لورا جورجز
لورا جورجز (انگلیسی: Laura Georges؛ زادهٔ ۲۰ اوت ۱۹۸۴) بازیکن فوتبال اهل فرانسه است.
از باشگاه‌هایی که در آن بازی کرده‌است می‌توان به باشگاه فوتبال المپیک لیون، باشگاه فوتبال زنان المپیک لیون، و باشگاه فوتبال زنان پاری سن ژرمن اشاره کرد.
وی همچنین در تیم‌های ملی فوتبال زنان فرانسه، France women's national under-19 football team، و زنان فرانسه بازی کرده‌است.